# Serie 300 de Euskotren
La serie 300 de Euskotren estuvo formada por 12 unidades eléctricas múltiples. Contaban con un coche motor y un remolque con cabina, con la posibilidad de circular en composición doble. Aunque la serie fue retirada en 2016 para su posterior desguace, una de las unidades siguió, hasta mediados de 2018, en servicio de manera provisional en la lanzadera Lutxana-Sondika.

## Historia
Las unidades fueron construidas por CAF (301 a 307) y, los coches remolques B&W (308-3 a 312-3) en la década de 1990. Sustituyó a la serie 3500 en la línea del Topo. Debido al gran número de túneles en dicha línea, se instalaron puertas frontales en la cabina de conducción para poder evacuar el tren en caso de emergencia dentro de un túnel.
Tres de las unidades (310, 311 y 312), realizaron durante un tiempo el servicio Euskopullman. El Euskopullman fue un tren regional con pocas paradas que circuló entre 1998 y 1999.  Tenía bar, mesas, más espacio entre butacas y un precio más elevado. El nombre de este servicio regional aludía al antiguo Pullman de Ferrocarriles Vascongados. Fue retirado por su poca aceptación. Hasta que la serie 200 fue equipada con servicios a finales de 2008, estas tres unidades regionales fueron las únicas de la flota de con WC público.
A partir de 1996, con la entrada en servicio del metro de Bilbao, la serie 200 pasó a operar en el Topo, por lo que la serie 300 acabó prestando servicio en las líneas del Txorierri y Urdaibai. La UT310 fue reformada para este tipo de servicios de cercanías, aumentando el número de plazas. Solían circular en doble composición en las horas de mayor afluencia.
La introducción de la serie 950 supuso la retirada de la serie en 2016, excepto de la unidad 308 que aguanto en la lanzadera de Lutxana a Sondika hasta 2018. Todos los trenes menos la unidad 308 han sido desguazados. Dicha unidad ha sido preservada por el museo vasco del ferrocarril junto con la 215 y la 3506.
En 2022, la unidad 308 fue restaurada con sus colores originales, y fue llevada a la estación de Amara, en la que permaneció durante varios meses como parte de la exposición del 40° aniversario de Euskotren.